# Apamea minor
Apamea minor là một loài bướm đêm trong họ Noctuidae.